# Урпетит
Урпетит (рос. урпетит, англ. urpethite, нім. Urpethit m) — озокеритоподібний природний вуглеводень.

## Опис
Склад у %: С — 85,83; Н — 14,17. Колір жовтувато-бурий, жовтувато-зелений. Жирний на дотик. Консистенція м'якого воску.

## Розповсюдження
Знайдений у порожнинах пісковику в кам'яновугільному родовищі Урпет (Англія), за яким і названо мінерал. (J.D.Dana, 1868).